# 狩野川花火大会
狩野川花火大会（かのがわはなびたいかい）は毎年7月末、静岡県沼津市の狩野川沿いで行われる花火大会。

## 概要
中心市街地で行われるものとしては全国的にも珍しく、その歴史は第二次世界大戦直後の1948年（昭和23年）、市民を活気づけるとともに商店街の復興事業として始まった。
市街地での花火大会としては東海地方随一の規模を誇り、2日間で1万2千発の花火が打ち上げられ、その2日間は約30万人の見物客でにぎわう。沼津夏まつりと同時に開催。

### 新型コロナウイルス感染症拡大による開催自粛
2020年（令和2年）の第73回大会は新型コロナウイルス感染拡大に伴い開催を自粛。
同様に2021年（令和3年）の第74回も開催自粛が行われたが、代替イベントとして同年11月に市内5か所でサプライズ花火が実施された。

### ラブライブとのコラボ
2017年（平成29年）から2019年（令和元年）までは、沼津市を舞台にしたテレビアニメ『ラブライブ!サンシャイン!!』とのコラボレーションを行った。
2020年（令和2年）は開催を自粛（前述）したことから、代替として翌2021年（令和3年）の通常開催を願うポスター（『ラブライブ』のキャラクターを起用）が制作された。なお、開催が復活した2022年（令和4年）にもポスターは製作された

### 反社会的団体の締め出し
2018年（平成30年）、沼津市や沼津商工会議所などで構成する大会実行委員会は、露店の出店希望者に対して反社会的勢力と関係がないこと確認する誓約書などの提出を求め、暴力団関係者の排除を打ち出したが、2022年（令和4年）には、暴力団関係者や露店の組合関係者ら7人が虚偽の申請を行い出店したとして、詐欺容疑で逮捕された。沼津市は2023年（令和5年）の開催に当たり、露天で誓約書の掲示を義務付けるとともに、暴力団と婚姻関係にある人などの出店禁止などを出店要項の細則に明記した